# 錳銅控股
錳銅控股是英國的一間汽車生產商，成立於1899年，成立初時主要生產船隻的螺旋槳，後來經過多次轉型及併購，作為了英國倫敦黑的士的主要生產商，生產的的士更出口美國、意大利、南非、尼日利亞等50多個國家。2000年代，隨著英國汽車制造業的衰退，錳銅已成為英國人自主所有的最大汽車生產商。2005年開始，錳銅希望打入中國大陸市場，曾打算與華晨汽車合作，不過最後選擇了吉利汽車，2006年10月錳銅出售20%的股份予吉利，並予吉利合資於上海成立合組公司上海英倫帝華。但自2008年起，金融海嘯及歐債危機相繼爆發，錳銅的生意大不如前，由2005年度生產2480輛的士，至2011年急跌至1502輛。2012年10月，錳銅更申請破產保護，被羅兵咸永道接管。2013年初，吉利汽車提出以1.1百萬英鎊的作價，收購餘下的8成股權，以拯救錳銅免於破產。